# Elvira: Mistress of the Dark (computerspel)
Elvira: Mistress of the Dark is een videospel voor diverse platforms. Het spel werd uitgebracht in 1990.

## Verhaal
Na de dood van haar kwaadaardige oom Elmo erft heks Elivra zijn kasteel Killbragant. Elvira heeft het kasteel gerestaureerd en wil er een toeristische attractie met horrorfans als doelpubliek van maken. Echter, tijdens de renovatie heeft Elvira ongewild de tovenares Emelda, een aanbidster van Satan, terug tot leven gewekt en daarbij een groot deel van haar eigen magische krachten verloren. Voor haar dood stond Emelda op het punt om de wereld over te nemen. Tezamen met Emelda is ook een gans leger van monsters verrezen. 
Bij de start van het spel wordt de speler gevangengenomen door een medewerker van Emelda. De speler wordt gered door Elvira. Elvira vraagt de speler of hij haar wil helpen om haar magische krachten terug te winnen en om Emelda terug naar de hel te verdrijven.

## Platforms
| Jaar | Platform               |
| ---- | ---------------------- |
| 1990 | Amiga, DOS             |
| 1991 | Atari ST, Commodore 64 |
| 1992 | PC-98                  |

## Ontvangst
| Beoordeeld door                      | Platform     | Datum            | Score |
| ------------------------------------ | ------------ | ---------------- | ----- |
| Zzap!                                | Amiga        | maart 1991       | 90%   |
| Joker Verlag präsentiert: Sonderheft | Amiga        | 1992             | 89%   |
| Amiga Action                         | Amiga        | maart 1991       | 87%   |
| CU Amiga                             | Amiga        | december 1990    | 84%   |
| Techtite                             | DOS          | 2000             | 80%   |
| ST Format                            | Atari ST     | mei 1991         | 80%   |
| 64'er                                | Commodore 64 | augustus 1991    | 70%   |
| Power Play                           | Commodore 64 | augustus 1991    | 46%   |
| Retroguiden                          | Amiga        | 25 februari 2011 | 40%   |
| Amiga Power                          | Amiga        | mei 1991         | 33%   |